# Sabías a lo que venías
Sabías a lo que venías fue un programa de medianoche de La Sexta que estaba presentado por Santiago Segura, se emitía en directo desde el teatro Häagen-Dazs Calderón de Madrid los domingos a las 23:25. En el programa aparecían numerosos colaboradores (Richi Castellanos, Luis Álvaro, Torbe, Tony Leblanc...) Los telespectadores podían elegir qué secciones del programa se mantenían fijas. La Sexta lo presentó como un espacio de humor transgresor. El programa se emitió de abril a noviembre de 2007.

## Producción

### Concepción
El proyecto comenzó cuando el director general de La Sexta comentó a Segura que hacía un año que la cadena le había contratado y, hasta entonces, no había producido ningún programa. La cadena tiene una política, que se basa en la innovación y el desarrollo de las nuevas tecnologías, por lo que el programa debía fomentar la interactividad con los espectadores. El público podría intervenir en los contenidos del programa, enviando mensajes de texto para proponer que se acorten, alarguen o desaparezcan algunos apartados del nuevo espacio.
El título del programa se basa en una anécdota del propio Segura. Un día un amigo suyo y él estaban ligando con dos tías y las llevaron a casa, se pusieron cariñosos y les dijeron que no tenían ganas de bailar, a lo que su amigo les respondió: «Sabías a lo que venías».

## Promoción
La cadena realizó unas promociones especiales del programa, espacios que narraban cómo se gestó el proyecto de late show de La Sexta. La promoción, con un estilo casi de cómic, intentaba contar de una forma divertida, rallando el surrealismo, el proceso ficticio de la preproducción de un programa de televisión. La estructura de cada promoción es una parodia de las teleseries sudamericanas, con un breve resumen de lo que pudimos ver en capítulos anteriores y un próximamente que se pregunta cómo continuará la historia.

## Secciones

### Monólogo
Empieza con un pequeño monólogo de Santiago Segura hablando de temas cotidianos.

### Entrevista con el invitado
A continuación viene la entrevista con el invitado, por aquí han pasado desde José Corbacho hasta El Gran Wyoming pasando por Pilar Rubio o Edurne.
Intercalándose en la entrevista suelen aparecer sketches protagonizados por el propio Segura en los cuales se hace pasar por Adolf Weiltman para promocionar un partido político nuevo o un producto novedoso.
En la 2ª temporada hay sketches con los nuevos actores que realizan nuevas situaciones cómicas como un nuevo deporte olímpico. Aparecen durante la entrevista otros 2 personajes como Leonardo Dantés, que le dedica una canción al invitado o Cañita Brava, que ayuda a una persona que tenga un problema con sus consejos, ambos hacen la sección del público; representan un sketch pedido por el público, en el cual realizan situaciones cómicas como hacerse pasar por Epi y Blas...

### Entrevistas imposibles
Tras esto llegaba "Entrevistas imposibles" con el colaborador Xavier Deltell; en estas entrevistas Deltell entrevistaba al trabajador del quinto pino, al Abundio, a Picio...

### El cómico suicida
"El cómico suicida", Gustavo Biosca, realizaba reportajes "de riesgo" en público equipado con un casco ciclista y un megáfono en los cuales hace monólogos y los comienza diciendo: "Hola yonkis de..". Ej.: Durante una manifestación a favor de la Constitución dijo por el megáfono: "Hola yonkies de la Corona" y durante todo el monólogo increpó a los asistentes.

### Reto deportivo
Todas las semanas, Santiago Segura realizaba el llamado "Reto deportivo" cuyo lema era: "Cualquier persona de a pie puede ganar a un deportista profesional" (si le dan suficiente ventaja) para ello contaba con un famoso deportista que le daba a Segura cierta ventaja para poder ganarle, por esta sección pasaron: Kiko, Carlos Sainz, Mayte Martínez, Carlos Moyá, etc.

### Dioni Break
Era la sección de El Dioni, en la cual, el Dioni se dedicaba a enseñar cómo robar en diferentes establecimientos; una farmacia, unos chinos, un banco, etc.

### Nonoticiero del Jueves
Se añadió una sección nueva de humor animado firmada por la revista El Jueves.

### Sección literaria
La sección literaria con Yola Berrocal, Segura le daba todas las semanas un libro y ella tenía que leerlo para posteriormente comentarlo en el programa. Líbros que iban desde biografía del Opus Dei, hasta el Manual de drogodependientes, pasando por Hamlet.

### Paula Meliveo, reportajes y sección variada
Para esta sección de reportajes en eventos, conciertos y estrenos, se buscó a la ya experimentada reportera y actriz Paula Meliveo. Como reportera ya había formado parte de otros programas y shows de humor (su vis cómica es uno de sus fuertes), al igual que había sido corresponsal de informativos de cadenas nacionales, tras licenciarse en periodismo. También contaba con experiencia como actriz en varias series, cine, musicales y teatro. 
La sección la copresentaba con Santiago Segura, que cada semana le proponía un reto mayor. 
De su paso por el programa se destacan varios de sus reportajes, como aquel que se rodó en un festival de rock, y su química en directo con Torbe, Cañita Brava (siempre dispuesto a conquistarla) y Santiago Segura.

### Loreto Follardo
Ocasionalmente había un reportaje de una colaboradora que quiere ser famosa a toda costa y que preguntaba a los famosos que podía hacer para ser famosa, se llamaba Loreto Follardo.

### La hora cerda
La última sección era "La hora cerda" con Torbe, donde hablaba sobre sus proyectos. También se hacían parodias de películas como Star Wars, Matrix o El Señor de los Anillos y solían estar presentes actrices que han participado en sus películas.

## Recepción
El programa tuvo una acogida muy pobre de crítica y discreta de público, lo que precipitó su retirada tras sólo 26 programas.

## Audiencias medias
| Temporada | Temporada | Episodios | Estreno                  | Final                   | Audiencia media | Audiencia media | Audiencia media |
| Temporada | Temporada | Episodios | Estreno                  | Final                   | Espectadores    | Cuota           |                 |
| --------- | --------- | --------- | ------------------------ | ----------------------- | --------------- | --------------- | --------------- |
|           | 1         | 17        | 10 de abril de 2007      | 31 de julio de 2007     | 284 000         | 3,2%            |                 |
|           | 2         | 9         | 30 de septiembre de 2007 | 25 de noviembre de 2007 | 330 000         | 2,8%            |                 |
| Total     | Total     | 26        | 2007                     | 2007                    | 307 000         | 3,0%            |                 |